# 平貴人
平貴人（へいきじん、? - 道光3年3月25日（1823年5月5日））は、清の道光帝の妃嬪。姓は趙氏。内務府上三旗包衣の出身。

## 生涯

### 初期の人生
趙氏について分かっていることは、嘉慶元年（1796年）にはすでに嘉慶帝第二皇子綿寧（後の道光帝）の潜邸に侍る官女子であったことである。
同年6月、避暑山荘にいた嘉慶帝は、劉国栄を通じて皇后に伝えた諭旨の中で、当時二阿哥（第二皇子の意、道光帝）のもとに仕えていた孫氏と趙氏を婉太妃のいる延禧宮にて学ばせるよう命じた。
嘉慶9年（1804年）にはすでに「二阿哥二格格」としての身分を有するようになっていた。
平貴人の家族は、代々宮廷で馬を飼育する仕事をしており、出自は卑賤であったが、平貴人は、その個人的な魅力により道光帝の寵愛を受けたと考えられる。

### 平貴人の封号と死去
嘉慶25年（1820年）9月5日、父嘉慶帝の崩御により帝位を継いだ道光帝により平貴人に晋封される。
「平」という封号は、「安寧な女性」を意味し、彼女が潜邸時代に控えめで慎み深い性格であったことを反映している可能性がある。
道光3年（1823年）3月25日、平貴人は逝去し、貴人の例に従い葬儀が執り行われた。
同日、彩棺に納められ、3月29日に西花園から静安荘へ奉移、4月5日（辰の刻）に初祭礼、4月7日（卯の刻）に大祭礼が執り行われた。

### 埋葬と事件
道光7年（1827年）9月14日、平貴人の棺は、孝穆皇后の梓宮および端憫固倫公主の金棺と共に奉移された。
9月21日、東陵の宝華峪妃園寝に仮安置。
9月23日、宮門外で盗賊事件が発生。約30人が、祭器を整理していた光禄寺の役人を襲撃し、銀の奠池・銀の酒器・銀の台盞などを盗んだ。
9月24日、正式に地宮へ葬られる。
9月27日、道光帝は、直隷総督那彦成および馬蘭鎮総兵官宝興に対し、厳しく犯人を捜索するよう命じた。

### 再埋葬
道光15年（1835年）7月11日、平貴人の宝頂と月台を解体し、地宮を開封。
7月13日、平貴人の彩棺を地宮から移し、芦殿に安置。
7月23日、彩棺の再塗装を開始。
9月3日、西陵の双峰岫妃園寝へ奉移。
9月8日、平貴人の彩棺と睦答応の彩棺が正式に妃園寝へ埋葬された。

## 伝記資料
- 『清史稿』
- 『清仁宗実録』
- 『清宣宗実録』
- 『清史稿』